# Kánon Sherlocka Holmese
Kánon Sherlocka Holmese je soubor 4 románů a 56 povídek o Sherlocku Holmesovi, jejichž autorem je Arthur Conan Doyle.

## Romány a sbírky povídek
A Study in Scarlet (1887)
čes. vydání:
Mstitel, 1907
Studie v krvavých barvách, 1925
Studie v šarlatové, Práce, 1964
Příběhy Sherlocka Holmese, Mladá fronta, edice Máj, 1971
Studie v šarlatové / Podpis čtyř, Jota, 1997
Další případy Sherlocka Holmese, Československý spisovatel, 2011
The Sign of the Four (1890)
čes. vydání:
Znamení čtyř (1906, 1926)
Příběhy Sherlocka Holmese, Mladá fronta, edice Máj, 1971
Studie v šarlatové / Podpis čtyř, Jota, 1997
The Hound of the Baskervilles (1902)
čes. vydání:
Pes baskervillský (1905, 1925, 1935, 1958, 1964, 1966, 1969, 1978, 1997, 2000 – Jota, 2009 – XYZ, 2011 – Grada, 2016 – Odeon, 2016 – XYZ)
Další případy Sherlocka Holmese, Československý spisovatel, 2011
The Valley of Fear (1915)
čes. vydání:
Údolí bázně (1922) - Frant. Slaboch
Údolí strachu (1974 – Mladá fronta, edice Máj, 1986 – Práce, 1998 – Jota, 2000 – Jota)
Další případy Sherlocka Holmese, Československý spisovatel, 2011

## Sbírky povídek
Dobrodružství Sherlocka Holmese (The Adventures of Sherlock Holmes, 1892):
Skandál v Čechách (A Scandal in Bohemia, 1891) •
Spolek ryšavců (The Red-Headed League, 1891) •
Případ totožnosti (A Case of Identity, 1891) •
Záhada Boscombského údolí (The Boscombe Valley Mystery, 1891) •
Pět pomerančových jadérek (The Five Orange Pips, 1891) •
Ohyzdný žebrák (The Man with the Twisted Lip, 1891) •
Modrá karbunkule (The Adventure of the Blue Carbuncle, 1892) •
Strakatý pás (The Adventure of the Speckled Band, 1892) •
Inženýrův palec (The Adventure of the Engineer's Thumb, 1892) •
Urozený ženich (The Adventure of the Noble Bachelor, 1892) •
Berylová korunka (The Adventure of the Beryl Coronet, 1892) •
Dům U měděných buků (The Adventure of the Copper Beeches, 1892)
Česká vydání
- Dobrodružství Sherlocka Holmese (1906, 1925, 1982 – Mladá fronta, edice Máj, 1997 – Jota)
- Případy Sherlocka Holmese, Československý spisovatel, 2010

Vzpomínky na Sherlocka Holmese (The Memoirs of Sherlock Holmes, 1894):
Stříbrný lysáček (Silver Blaze, 1892) •
Lepenková krabice (The Cardboard Box, 1893) •
Žlutá tvář (The Yellow Face, 1893) •
Makléřův úředník (The Stockbroker's Clerk, 1893) •
Gloria Scottová (The Gloria Scott, 1893) •
Musgraveský rituál (The Musgrave Ritual, 1893) •
Reigateské panstvo (The Reigate Squires, 1893) •
Mrzák (The Crooked Man, 1893) •
Domácí pacient (The Resident Patient, 1893) •
Řecký tlumočník (The Greek Interpreter, 1893) •
Námořní smlouva (The Naval Treaty, 1893) •
Poslední případ (The Final Problem, 1893)
Česká vydání
- Vzpomínky na Sherlocka Holmese (1972 – Mladá fronta, edice Máj, 1998 – Jota )
- Další případy Sherlocka Holmese, Československý spisovatel, 2011

Návrat Sherlocka Holmese (The Return of Sherlock Holmes, 1905):
Prázdný dům (The Adventure of the Empty House, 1903) •
Stavitel z Norwoodu (The Adventure of the Norwood Builder, 1903) •
Tančící figurky (The Adventure of the Dancing Men, 1903) •
Osamělá cyklistka (The Adventure of the Solitary Cyclist, 1903) •
Škola v Priory (The Adventure of the Priory School, 1904) •
Černý Petr (The Adventure of Black Peter, 1904) •
Charles Augustus Milverton (The Adventure of Charles Augustus Milverton, 1904) •
Šest Napoleonů (The Adventure of the Six Napoleons, 1904) •
Tři studenti (The Adventure of the Three Students, 1904) •
Zlatý skřipec (The Adventure of the Golden Pince-Nez, 1904) •
Zmizelý hráč ragby (The Adventure of the Missing Three-Quarter, 1904) •
Opatské sídlo (The Adventure of the Abbey Grange, 1904) •
Druhá skvrna (The Adventure of the Second Stain, 1905)
Česká vydání
- Návrat Sherlocka Holmese (1973 – Mladá fronta, edice Máj, 1998 – Jota)
- Případy Sherlocka Holmese, Československý spisovatel, 2010

Poslední poklona Sherlocka Holmese (His Last Bow, 1917):
Vila Vistárie (The Adventure of the Wisteria Lodge, 1908) •
Lepenková krabice (The Adventure of the Cardboard Box, 1893) •
Bruce-Partingtonovy dokumenty (The Adventure of the Bruce-Partington Plans, 1908) •
Ďáblovo kopyto (The Adventure of the Devil's Foot, 1910) •
Rudý kruh (The Adventure of the Red Circle, 1911) •
Nezvěstná šlechtična (The Disappearance of Lady Frances Carfax, 1911) •
Umírající detektiv (The Adventure of the Dying Detective, 1913) •
Poslední poklona (His Last Bow: The War Service of Sherlock Holmes, 1917)
Česká vydání
- Poslední poklona Sherlocka Holmese (1975 – Mladá fronta, 1999 – Jota)
- Případy Sherlocka Holmese, Československý spisovatel, 2010

Z archívu Sherlocka Holmese (The Case-Book of Sherlock Holmes, 1927):
Mazarinův drahokam (The Adventure of the Mazarin Stone, 1921) •
Záhada na Thorském mostě (The Problem of Thor Bridge, 1922) •
Šplhající muž (The Adventure of the Creeping Man, 1923) •
Upír v Sussexu (The Adventure of the Sussex Vampire, 1924) •
Tři Garridebové (The Adventure of the Three Garridebs, 1924) •
Vznešený klient (The Adventure of the Illustrious Client, 1924) •
Dům U tří štítů (The Adventure of the Three Gables, 1926) •
Voják bílý jako stěna (The Adventure of the Blanched Soldier, 1926) •
Lví hříva (The Adventure of the Lion's Mane, 1926) •
Barvíř na penzi (The Adventure of the Retired Colourman, 1926) •
Podnájemnice v závoji (The Adventure of the Veiled Lodger, 1927) •
Na starém zámku v Shoscombe (The Adventure of the Shoscombe Old Place, 1927)
Česká vydání
- Z archívu Sherlocka Holmese (1999 – Jota)
- Případy Sherlocka Holmese, Československý spisovatel, 2010